# Moquihuix

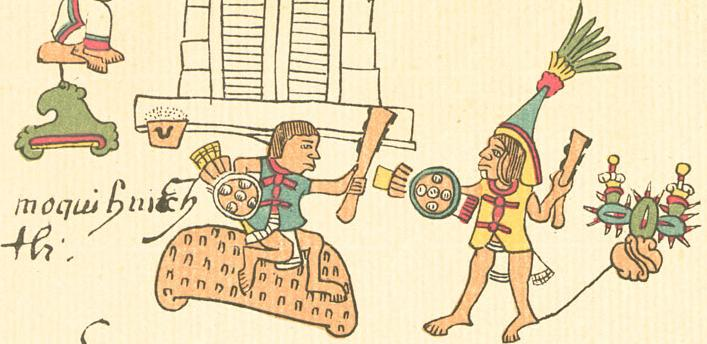
Moquihuix mentre combatte un guerriero Tenochca, raffigurato nel Codice Telleriano-Remensis

Moquihuix o Moquihuixtli (... – 1473) fu il quarto tlatoani di Tlatelolco. Morì nel 1473 durante un conflitto militare contro Tenochtitlán.

## Biografia
Moquihuix era sposato con Chalchiuhnenetzin, sorella maggiore del re tenochca Axayacatl, che in seguito lasciò il posto al figlio Axayaca. Si dice però che Moquihuix rifiutò Chalchiuhnenetzin, preferendo la compagnia di altre donne.
Un'urna funeraria che potrebbe appartenere a Moquihuix fu ritrovata nel 1978 presso il sito archeologico del Templo Mayor di Tenochtitlan, vicino alla pietra di Coyolxauhqui.